# ジョン・ネヴィル (第5代アバーガヴェニー侯爵)
第5代アバーガヴェニー侯爵ジョン・ヘンリー・ガイ・ネヴィル（英: John Henry Guy Nevill, 5th Marquess of Abergavenny, KG, OBE, KStJ、1914年11月8日 - 2000年2月23日）は、イギリスの貴族、軍人、政治家、実業家、銀行家。
父が爵位を継承した1938年から自身が爵位を継承する1954年までルイス伯爵（Earl of Lewes)の儀礼称号で称された。

## 経歴
1914年11月8日、第4代アバーガヴェニー侯爵ガイ・ラーナック＝ネヴィルとその妻イザベル（旧姓ラーナック）の間の長男として生まれる。
イートン校を経てケンブリッジ大学トリニティ・カレッジに進学。第二次世界大戦に出征し、殊勲者公式報告書に名前が載った。
1947年から1954年まで東サセックス地方議会の議員を務めた。1949年から1961年にかけてはケント・ヨーマンリー連隊の、1961年から1962年にかけてはケント及び狙撃兵ヨーマンリー連隊の名誉連隊長（Honorary Colonel）を務めた。
1954年3月30日の父の死により爵位を継承し、貴族院議員に列した。
1955年から1985年までマッセイ・ファーガソンの取締役（Director）を務めた。1962年から1985年にかけてロイズ銀行の頭取（Chairman）を務めた。1972年にはアスコット競馬場における女王陛下名代に就任して、10年にわたって同職を務めている。
1974年にガーター勲章を受勲した。1974年から1989年にかけては東サセックス統監を務めた。1977年から1994年にかけてはガーター騎士団長を務めた。
2000年2月23日に死去した。男子が一人あったが、先立たれていたため、アバーガヴェニー男爵位を除く保有爵位は弟ルパート・ラーナック＝ネヴィルの息子であるクリストファー・ネヴィルに継承された。一方議会招集令状による爵位であるバーガヴェニー男爵は娘3人の間で停止(abeyance)となった。

## 栄典

### 爵位
1954年3月30日の父ガイ・ラーナック＝ネヴィルの死去により以下の爵位を継承した
- 第5代アバーガヴェニー侯爵 (5th Marquess of Abergavenny)
(1876年1月14日の勅許状による連合王国貴族爵位)
- 第9代アバーガヴェニー伯爵 (9th Earl of Abergavenny)
(1784年5月17日の勅許状によるグレートブリテン貴族爵位)
- 第5代ルイス伯爵 (5th Earl of Lewes)
(1876年1月14日の勅許状による連合王国貴族爵位)
- 第9代ネヴィル子爵 (9th Viscount Nevill)
(1784年5月17日の勅許状によるグレートブリテン貴族爵位)
- 第25代バーガヴェニー男爵（英語版） (25th Baron Bergavenny)
(1450年頃の議会招集令状（英語版）によるイングランド貴族爵位)

### 勲章
- 1945年、大英帝国騎士団(勲章)オフィサー(OBE)[1][2]
- 1974年、ガーター騎士団(勲章)ナイト(KG)[1][2]
  - 1977年-1994年、ガーター騎士団長（英語版）[1][2]
- 1976年、聖ジョン騎士団(勲章)（英語版）ナイト(K.St.J.)[1]

### その他
- 1986年、名誉法学博士号（LLD）（サセックス大学名誉学位）[1]

## 家族
1938年にジョン・ハリソン中佐の娘メアリーと結婚し、彼女との間に以下の5子を儲けた。
- 第1子(長女)アン・パトリシア・ネヴィル (1938-) マーティン・ホワイトリー大尉と結婚
- 第2子(次女)ヴィヴィアン・マーガレット・ネヴィル (1941-2018) アラン・リリングストンと結婚
- 第3子(三女)ジェーン・エリザベス・ネヴィル (1944-1946)
- 第4子(長男)ヘンリー・ジョン・モンタギュー・ネヴィル (1948-1965) 儀礼称号でルイス伯爵
- 第5子(四女)ローズ・ネヴィル (1950-) ジョージ・クロウズと結婚